# Брух, Вильгельм
Вильгельм Брух (нем. Wilhelm Bruch; 14 июня 1854, Майнц — 5 ноября 1927, Нюрнберг) — немецкий дирижёр и композитор. Отец пианиста Ханса Бруха.
Приходился дальним родственником Максу Бруху, в частном письме 1886 года отозвавшемуся о нём крайне саркастически («Десять лет назад его мать спросила меня, стоит ли ему становиться музыкантом; я ответил „нет“, его способности были недостаточными. Несчастный дурак узнал об этом и так разъярился, что годами избегал моего общества (что меня вполне устраивало)» и т. д.).
Изучал право в Лейпциге. Дебютировал как капельмейстер в Страсбурге, затем работал в Люксембурге, где поставил и опубликовал собственную оперу «Ирланда» (нем. Hirlanda; 1880, по средневековой легенде) и женился на дочери основателя газеты Luxemburger Zeitung Теофиля Шрёлля. Затем работал капельмейстером во Фрайбурге и Майнце (и в этих городах ставя собственную оперу), летом руководил летними (курортными) оркестрами в Позене, затем в Баденвейлере (где в 1890 г. продирижировал концертом из произведений Антона Рубинштейна по случаю приезда Рубинштейна на отдых). В 1886 г. опубликовал переработку либретто оперы Альберта Лорцинга «Регина», направленную на исключение из неё революционных настроений, вызванных событиями 1848 года. В 1895 г. с рекомендацией Энгельберта Хумпердинка получил место дирижёра в Мангеймской придворной опере.

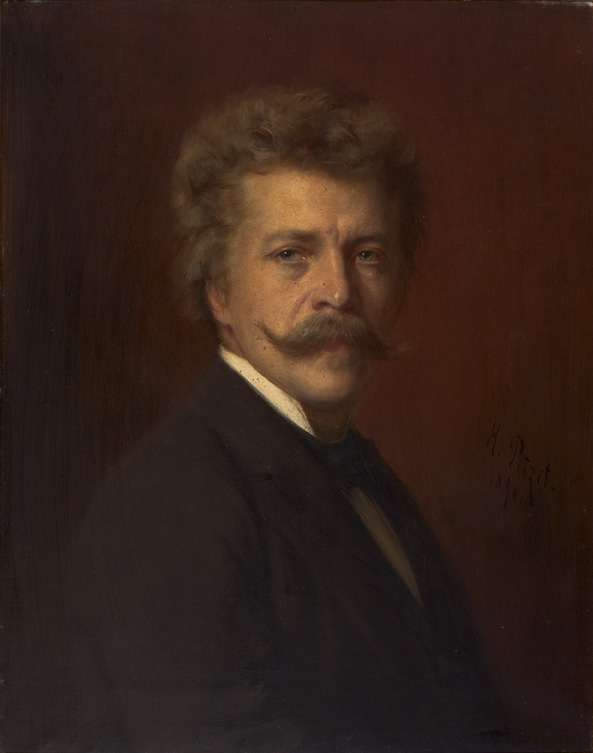
Вильгельм Брух (1890)

В 1898 г. по рекомендации Ханса Рихтера возглавил Шотландский оркестр в Глазго. Согласно воспоминаниям Генри Вуда, Брух не знал ни слова по-английски, возненавидел скучную пуританскую жизнь в Глазго и страшно тосковал по Германии, получив от оркестрантов прозвище «Сонный Вилли».
Вернувшись в Германию, Брух в 1901 году возглавил Нюрнбергский филармонический оркестр и оставался его руководителем в течение 17 лет. За это время количество музыкантов в оркестре было увеличено с 40 до 60, ежегодно давалось около 30 открытых концертов с очень дешёвым входом. В 1903 г. поставил в Нюрнберге свою вторую оперу, «Праздник сбора винограда на Рейне» (нем. Winzerfest am Rhein). В 1909 году Брух дирижировал в Байройте концертом памяти Ференца Листа. В 1914 году, после смерти Макса Регера, безуспешно претендовал на пост придворного капельмейстера в Нюрнберге. В 1918 году, на фоне общего разлада культурной и общественной жизни, вызванного поражением Германии в Первой мировой войне, вышел на пенсию.
Композиторское наследие Бруха, помимо двух опер, включает симфонические и камерные сочинения, песни, а также раннюю «Лебединую песнь» (нем. Schwanengesang) для тенора, женского хора и оркестра, впервые исполненную в 1878 г. в Арнеме.